# El Jobo, Catemaco
El Jobo är en ort i Mexiko.   Den ligger i kommunen Catemaco och delstaten Veracruz, i den sydöstra delen av landet, 400 km öster om huvudstaden Mexico City. El Jobo ligger 424 meter över havet och antalet invånare är 115. Den ligger vid sjön Laguna Catemaco.
Terrängen runt El Jobo är huvudsakligen kuperad, men söderut är den platt. Runt El Jobo är det ganska tätbefolkat, med 83 invånare per kvadratkilometer. Närmaste större samhälle är San Andres Tuxtla, 14,0 km väster om El Jobo. Omgivningarna runt El Jobo är en mosaik av jordbruksmark och naturlig växtlighet.